# Melasina holoxyla
Melasina holoxyla är en fjärilsart som beskrevs av Edward Meyrick 1936. Melasina holoxyla ingår i släktet Melasina och familjen säckspinnare. Inga underarter finns listade i Catalogue of Life.